# Barainiya
Barainiya (en népalais : बरैनीया) est un comité de développement villageois du Népal situé dans le district de Bara. Au recensement de 2011, il comptait 5 145 habitants.